# Глоговчик, Ян
Ян Глоговчик (пол. Jan z Głogowa (Głogowczyk, Głogowita, Glogoviensis, Glogar, Gloger)), или Иоганн Шиллинг (лат. Johannes Glogoviensis; 1445—1507), — польский астроном, математик, богослов, философ, врач и педагог; профессор Краковского университета. Один из видных западноевропейских схоластиков своего времени.

## Биография
Ян Глоговчик родился в 1445 году в силезском герцогстве Глогау (ныне Глогув, Польша); происходил из состоятельной семьи Шиллинг (Schilling), однако эту фамилию в сочинениях практически не использовал. В 1468 году он успешно окончил Ягеллонский университет в городе Кракове и, получив степень магистра, стал читать в нём лекции студентам, среди которых был, в частности, Николай Коперник.
С этим университетом связана вся последующая жизнь учёного, который одновременно с преподавательской деятельностью (читал латынь, философию Аристотеля и астрономию) сделал себе имя как астроном, математик, богослов и философ и приобрёл, по словам профессора Яна Лося, славу одного из самых выдающихся западноевропейских схоластиков того времени.
Из его трудов заслуживают внимания написанные им учебники и сочинение, посвященное физиогномике и краниологии, в котором он старается на человеческом черепе найти выпуклости, соответствующие различным наклонностям и способностям. Сочинение это, под заглавием «Phisionomia», было издано в 1518 году.
Некоторые историки приписывают Глоговчику славянский перевод Псалтыря и других Священных книг, изданных, будто бы, у Галлера в Кракове, однако последнее нередко ставится по сомнение.
Ян Глоговчик умер 11 февраля 1507 года в городе Кракове.

## Избранная библиография
- De verificatione. In scientiam mortalium hominum introductiorum quae cuilibet homini ex celesti praesignatur circulo… anno… 1495 feliciter recollectum
- Liber posteriorum analeticorum, Липск, 1499
- Exercitium nove logice, Краков, 1499
- Exercitium super omnes tractatus parvorum logicalium Petri Hispani, Липск, 1500
- Argumentum in librum Porfirii peripatetici isagogicum in kathegorias Aristotelis, Краков, 1504
- Questiones liborum de anima, Мец, 1501
- Phisionomia hinc inde ex illustribus scriptoribus… recollecta, Краков, 1518
- Notae in computum ecclesiasticae
- Computus chirometralis
- Introductorium in tractatum sphaerae Johannis de Sacrobusto
- Introductorium astronomiae in ephemerides
- Tractatus in iudiciis astrorum.
- Minoris Donati de octo partibus orationis compendiosa interpretatis. 1515